# Rihards Zariņš
Rihards Zariņš (i ældre tyske kilder også Richard Sarrinsch; født 27. juni 1869 i Kocēni i Guvernement Livland, død 21. april 1939 i Riga i Letland) var en prominent lettisk grafisk designer, som designede både frimærker, mønter og pengesedler samt Letlands nationalvåben.
Zariņš voksede op i Līgatne og senere i Grīva, som i dag er vokset sammen med byen Daugavpils. Han forfulgte sine studier i Sankt Petersborg, hvor han dimitterede i 1895 fra Stieglitz' centralskole for teknisk tegning. Han fortsatte med yderligere studier i Berlin, München, Wien, hvor han studerede litografi, og Paris, hvor han finpudsede sine evner i akvarel og pastel.
Han vendte tilbage til Rusland, hvor han var ansat af det kejserlige trykkeri i Sankt Petersborg i 20 år og fungerede som teknisk direktør. Fra 1905 var han ansvarlig for at designe statens papirer. I 1919 vendte han tilbage til det nyligt uafhængige Letland, hvor han blev udnævnt til direktør for regeringens trykkeri. Han sad i denne stilling i mere end 14 år og pensioneredes i begyndelsen af 1934. Efter et slagtilfælde mistede han sin evne til at tale, men han fortsatte med at tegne, indtil den sidste dag i sit liv.
Zariņš var en af de bedst kendte lettiske grafikere. Hans første værker dukkede op i begyndelsen af 1890'erne på siderne af det dengang populære lettisk-sprogede blad Austrums (Øst), da han stadig var elev på Stieglitz' kunstskole. Han dedikerede meget af sin tid til studiet af folkelig ornamentik, og under hans ledelse producerede statens forlag et monumentalt værk om lettisk dekorativ kunst.
I løbet af sin karriere, designede kunstneren Zariņš mange frimærker for Det Russiske Kejserrige, Russiske SFSR, Den Hviderussiske Folkerepublik og Letland. Han er ophavsmand til de allerførste sovjetiske frimærker udgivet i 1918.
Zariņš var en produktiv kunstner, der producerede mange bogillustrationer, stik og litografier. Hans værker omfatter også tegninger, akvarelmalerier og karikaturer. Blandt hans værker af brugskunst er designet af Letlands nationalvåben såvel som design af adskillige pengesedler og mønter.